# 狭网美喙藓
狭网美喙藓（学名：Eurhynchium angustirete）为青藓科美喙藓属下的一个种。